# レチクル座デルタ星
レチクル座δ星（レチクルざデルタせい、δ Reticuli,δ Ret）は、レチクル座の恒星。赤色巨星。
レチクル座δ星は、銀河系内を太陽に対して約13.3 km/sの速度で運動している。銀河系の中心からは、22,700光年から30,400光年離れている。